# Direcció general de Relacions Internacionals i Estrangeria
La Direcció general de Relacions Internacionals i Estrangeria és un òrgan de gestió del Ministeri de l'Interior que depèn orgànicament de la Secretaria d'Estat de Seguretat. Aquesta direcció general s'encarrega de les relacions entre els organismes del Ministeri de l'Interior i d'altres països o fins i tot organismes supranacionals com pot ser la Unió Europea.
Des del 17 de febrer de 2017, la Directora General de Relacions Internacionals i Estrangeria és Elena Garzón Otamendi.

## Funcions
La Direcció general de Relacions Internacionals i Estrangeria exercirà les següents funcions:
- La coordinació en matèria de cooperació policial internacional i la definició de les accions i programes d'actuació dels òrgans tècnics del Ministeri de l'Interior existents en les Missions Diplomàtiques, la seva organització interna i dotació pressupostària, així com la seva inspecció tècnica i control, sense perjudici de les facultats de direcció i coordinació del Cap de la Missió Diplomàtica i de la Representació Permanent respectiva.
- Coordinar la participació dels representants del Ministeri en els Grups i Comitès del Consell de la Unió Europea.
- Efectuar el seguiment de les decisions comunitàries que afectin al Ministeri, especialment respecte a fons comunitaris relacionats amb el seu àmbit competencial.
- L'organització i preparació de les activitats de caràcter internacional que s'hagin de dur a terme en l'àmbit de les competències del Ministeri en les matèries d'immigració i estrangeria.
- L'organització de les relacions del Ministre de l'Interior amb les autoritats d'altres Governs en l'àmbit de les seves competències.
- La coordinació d'actuacions amb el Ministeri d'Afers Exteriors i de Cooperació.

## Estructura
La Direcció general de Relacions Internacionals i Estrangeria estarà integrada per:
- Subdirecció General de Cooperació Policial Internacional.
- Subdirecció General de Relacions Internacionals.

## Llista de directors generals
- Elena Garzón Otamendi (2017-)
- Carlos Abella y de Arístegui (2011-2017)
- Ángeles Moreno Bau (2011)
- Arturo Avello Diez del Corral (2008-2011)